# جون واسدوم
جون مينور واسدوم (بالإنجليزية: John Wisdom)‏ (1905-1999) هو فيلسوف ولد في نيو أورليانز في لويزيانا، وهو واحد من أعضاء «الدائرة الخامسة الرابعة»، وكذلك جمهوري من ولاية لوزيانا، كان قاضي دائرة الولايات المتحدة في محكمة الاستئناف بالولايات المتحدة للدائرة الخامسة خلال الخمسينيات والستينيات، وعندما أصبحت تلك المحكمة معروفة بسلسلة من القرارات الحاسمة أدى ذلك إلى تقدم أهداف حركة الحقوق المدنية.في ذلك الوقت شملت الدائرة الخامسة لويزيانا وميسيسيبي وتكساس وألاباما وجورجيا وفلوريدا ومنطقة قناة بنما.كان فيلسوفاً بريطانياً رائداً في مجال اللغة والفلسفة الذهنية والميتافيزيقيا، وقد تأثر بأعمال جورج إدوارد مور ولودفيج فيتجنشتاين وسيغموند فرويد.
تعلم واسدوم في مدرسة أديلبورج لودج، وسوفولك، وفيتزويليام هاوس، وكامبريدج، وحيث تخرج بدرجة البكالوريوس في العلوم الأخلاقية في عام 1924. ولا يجب الخلط بينه وبين الفيلسوف جون أولتون واسدوم (1908-1993) ابن عمه الذي شاركه في عمله بالتحليل النفسي.

## مكانته
- قبل نشر التحقيقات الفلسفية لفيتجنشتاين بعد وفاته في عام 1953، كانت كتابة واسدوم واحدة من المصادر قليلة المعلومات المنشورة حول فلسفة فيتجنشتاين اللاحقة.[5]
- تم وصف مقالته بأنها «شيء من المعالم البارزة في تاريخ الفلسفة» كونه الأول الذي جسدها طوال النظرة الفلسفية الجديدة.[6]
- وفقاً لديفيد بول «في بعض الاتجاهات على الأقل، فإن واسدوم تحمل أعمال فيتجنشتاين أكثر مما فعل هو نفسه، وواجه عواقبها بشكل أكثر وضوحا.»[7]
- كان واسدوم في معظم حياته المهنية يعمل في كلية ترينيتي في جامعة كامبريدج، وأصبح فيما بعد أستاذاً للفلسفة في الجامعة نفسها، وقرب نهاية حياته المهنية كان أستاذ الفلسفة في جامعة أوريغون، وكان رئيس الجمعية الأرسطية من 1950 إلى 1951.
- مشهور بحكايته «البستاني الخفي» التي تعتبر جدالاً على وجود أو عدم وجود الله.
- تم حرقه ودفن رماده في أرض دفن الصعود الرعية في كامبريدج.

## مؤلفاته
1. التفسير والتحليل (1931).
2. مشاكل العقل والمادة (1934).
3. الحيرة الفلسفية، وقائع المجتمع الأرسطي (1936-1937).
4. عقول أخرى (1952).
5. الفلسفة والتحليل النفسي (1953).
6. مفارقة واكتشاف (1965).
7. إثبات وشرح محاضرات فرجينيا (1957 -1991).